# Taurino
Taurino (Taurinus; ... – 232) è stato un usurpatore contro l'imperatore romano Alessandro Severo.

## Biografia
La sua usurpazione è nota in pochissimi dettagli: le fonti si limitano a dire che si fece acclamare augusto, ma che poi si affogò nell'Eufrate per timore di Alessandro. 
È possibile che l'imperatore avesse mandato contro l'usurpatore il generale Giunio Palmato, che riportò la pace in Armenia.